# Альба (облачение)
А́льба (от лат. alba — «белый драгоценный камень; жемчуг») — длинное белое литургическое одеяние католических и лютеранских клириков, препоясанное верёвкой. Ношение альбы обязательно для клирика, совершающего литургию. Изготовляется из тонкой льняной, хлопковой или шерстяной ткани. Её аналогами в православной церкви  являются стихарь и, у священников, подризник.